# Kettujärvi (sjö i Itis, Kymmenedalen)
Kettujärvi är en sjö i kommunen Itis i landskapet Kymmenedalen i Finland. Sjön ligger 74,1 meter över havet. Den är 8,01 meter djup. Arean är 1,24 kvadratkilometer och strandlinjen är 9,67 kilometer lång. Sjön  ingår i Kymmene älvs huvudavrinningsområde.   Den ligger omkring 74 km nordväst om Kotka och omkring 120 km nordöst om Helsingfors. 
I sjön finns ön Lakinsaaret. 